# Gráfhatvány

Egy gráf négyzete

A matematika, azon belül a gráfelmélet területén egy irányítatlan G gráf k-adik hatványa, Gk egy olyan gráf, melynek csúcskészlete megegyezik az eredeti gráféval, és két csúcsa akkor van éllel összekötve, ha G-beli távolságuk legfeljebb k. A gráfok hatványaira a számok hatványozásához hasonlóan hivatkozunk: G2 a négyzete, G3 a köbe G-nek.
A gráfhatványoknak nincs közük a gráfszorzásokhoz, melyek (a hatványoktól eltérően) jellemzően sokkal több csúccsal rendelkeznek, mint az eredeti gráfok.

## Tulajdonságai
Ha egy gráf átmérője d, akkor d-edik hatványa teljes gráf. Ha egy gráfcsalád korlátos klikkszélességű, akkor d-edik hatványai is azok, bármely rögzített d értékre.

### Színezés
Egy gráf négyzetének színezése segítségével a vezeték nélküli kommunikációs hálózatok felhasználóinak ki lehet úgy osztani frekvenciákat, hogy semelyik két felhasználó ne interferáljon egymással vagy közös szomszédaikkal, továbbá magas szögfelbontású gráflerajzolások keresésére.
Egy Δ maximális fokszámú síkbarajzolható gráf k-adik hatványának kromatikus száma és degeneráltsága is {\displaystyle O(\Delta ^{\lfloor k/2\rfloor })}, ahol a degeneráltság korlátjából az is látszik, hogy ennyi színnel lehet a gráfot mohó színezési algoritmussal kiszínezni. A síkbarajzolható gráfok négyzetének speciális esetét tekintve, Wegner 1977-es sejtése szerint bármely síkbarajzolható gráf négyzetének kromatikus száma legfeljebb {\displaystyle \max \left(d+5,{\frac {3d}{2}}+1\right)}, az viszont biztos, hogy a kromatikus szám legfeljebb {\displaystyle {\frac {5d}{3}}+O(1)}. Általánosabban, bármely d degeneráltságú és Δ maximális fokszámú gráf négyzetének degeneráltsága O(dΔ), így a síkgráfokon kívül sok más ritka gráfcsalád kromatikus száma is Δ-val arányos.
Bár a Δ maximális fokszámú, síkba nem rajzolható gráfok négyzetének kromatikus száma legrosszabb esetben Δ2-tel arányos lehet, a magas (6-nál nagyobb) derékbőségű gráfok esetében ez a felső korlát kisebb, O(Δ2/log Δ).
Annak a pontos meghatározása, hogy egy gráf négyzetének színezéséhez minimálisan hány színre van szükség, NP-nehéz, még a síkbarajzolható esetben is.

### Hamilton-körök
Minden összefüggő gráf köbe szükségképpen tartalmaz Hamilton-kört. Ez nem feltétlenül igaz az összefüggő gráfok négyzetére, sőt, utóbbiakról NP-teljes feladat eldönteni, hogy hamiltoni-e. Mindenesetre a Fleischner-tétel alapján a 2-szeresen csúcsösszefüggő gráfok négyzete mindig tartalmaz Hamilton-kört.

## Számítási bonyolultság
Az n csúccsal és m éllel rendelkező gráf k-adik hatványa O(mn) időben kiszámítható, minden egyes csúcsból kiinduló szélességi kereséssel meghatározva az összes többi csúcstól való távolságot. Ha azonban A a gráf szomszédsági mátrixa, úgy módosítva, hogy a főátlón helyezkedjenek el a nem nulla elemei, akkor az Ak megadja a gráf k-adik hatványának szomszédsági mátrixát, amiből az is következik, hogy a k-adik hatvány kiszámítható a mátrixszorzáshoz szükséges idő logaritmikus faktorában.
Fák k-adik hatványai a bemeneti gráf méretét tekintve lineáris időben felismerhetők.
Annak eldöntése, hogy adott gráf egy másik gráf négyzete-e, NP-teljes.
Továbbá annak eldöntése is NP-teljes, hogy egy gráf egy másik gráf k-adik hatványa-e bármely k ≥ 2-re, vagy hogy egy páros gráf k-adik hatványa-e bármely k > 2-re.

## Feszített részgráfok

K_{4}, a kockagráf páros fele

Egy G páros gráf félnégyzete vagy páros fele a G2 azon részgráfja, amit G bipartíciójának egyik fele feszít ki. A térképgráfok a síkbarajzolható gráfok páros felei, a felezett kockagráfok pedig a hiperkockagráfok páros felei.
Egy fa levélhatványai a fa hatványainak a fa levelei által kifeszített részgráfjai. Egy k-levélhatvány olyan levélhatvány, melynek kitevője éppen k.

## Fordítás
- Ez a szócikk részben vagy egészben a Graph power című angol Wikipédia-szócikk ezen változatának fordításán alapul.  Az eredeti cikk szerkesztőit annak laptörténete sorolja fel. Ez a jelzés csupán a megfogalmazás eredetét és a szerzői jogokat jelzi, nem szolgál a cikkben szereplő információk forrásmegjelöléseként.